# 赭带鬼脸天蛾
赭带鬼脸天蛾（学名：Acherontia atropos）是鱗翅目天蛾科的一种，鬼臉天蛾屬中的三种天蛾之一。体型较大，成虫翅长53～55毫米，体长50～53毫米。主要分布于非洲、西亚及欧洲等地，是欧洲最大的鳞翅目动物。本种天蛾具有很强的飞行能力。每年的春季赭带鬼脸天蛾会在阿尔卑斯山以北的欧洲繁殖，下一代则会在秋季向南飞回到地中海盆地和撒哈拉以南非洲的冬季繁殖区，飞行总距离可达4000千米。